# Compania Neerlandeză a Indiilor de Vest

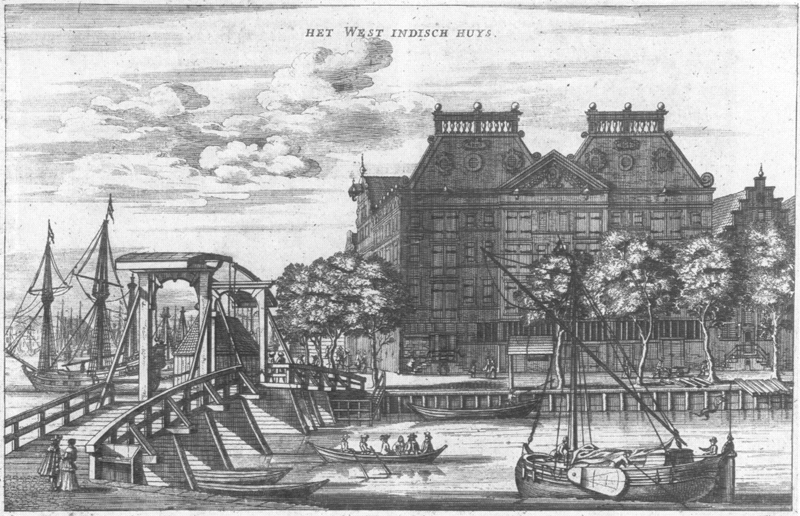
Compania Olandeză a Indiilor de Vest

Compania Neerlandeză a Indiilor de Vest (neerlandeză: Geoctroyeerde West-Indische Compagnie) (WIC) a luat ființă în anul 1621, ea avea monopolul comerțului asupra coloniilor olandeze din Africa de Vest și America de care aparținea și Guyana Neerlandeză.